# Angelo Piccaluga
Angelo Piccaluga (4. říjen 1906, Vercelli, Italské království – 7. březen 1993, Calliano, Itálie) byl italský fotbalový útočník i trenér.
Hrát fotbal začal ve svém rodném městě za klub Pro Vercelli. V roce 1927 přestoupil do Modeny, kde působil sedm sezon. V roce 1934 přestoupil do Palerma a v roce 1938 ukončil v dresu Biellese fotbalovou kariéru.
Za reprezentaci odehrál 2 zápasy. Největší úspěch bylo vítězství v turnaji o MP 1927-1930.
Po fotbalové kariéře se stal trenérem. Největší úspěch bylo vítězství ve třetí lize s Fermanou v sezoně 1949/50.

## Hráčská statistika
| Sezóna  | Klub         | Liga      | Liga   | Liga | Ligové poháry | Ligové poháry | Ligové poháry | Kontinentální poháry | Kontinentální poháry | Kontinentální poháry | Celkem | Celkem |
| Sezóna  | Klub         | Soutěž    | Zápasy | Góly | Soutěž        | Zápasy        | Góly          | Soutěž               | Zápasy               | Góly                 | Zápasy | Góly   |
| ------- | ------------ | --------- | ------ | ---- | ------------- | ------------- | ------------- | -------------------- | -------------------- | -------------------- | ------ | ------ |
| 1924/25 | Pro Vercelli | 1. Divize | 10     | 5    | -             | 0             | 0             | -                    | 0                    | 0                    | 10     | 5      |
| 1925/26 | Pro Vercelli | 1. Divize | 16     | 3    | -             | 0             | 0             | -                    | 0                    | 0                    | 16     | 3      |
| 1926/27 | Pro Vercelli | 1. Divize | 14     | 5    | IP            | 1             | 1             | -                    | 0                    | 0                    | 15     | 6      |
| 1927/28 | Modena       | 1. Divize | 20     | 3    | -             | 0             | 0             | -                    | 0                    | 0                    | 20     | 3      |
| 1928/29 | Modena       | 1. Divize | 28     | 12   | -             | 0             | 0             | -                    | 0                    | 0                    | 28     | 12     |
| 1929/30 | Modena       | Serie A   | 34     | 9    | -             | 0             | 0             | -                    | 0                    | 0                    | 34     | 9      |
| 1930/31 | Modena       | Serie A   | 30     | 9    | -             | 0             | 0             | -                    | 0                    | 0                    | 30     | 9      |
| 1931/32 | Modena       | Serie A   | 27     | 6    | -             | 0             | 0             | -                    | 0                    | 0                    | 27     | 6      |
| 1932/33 | Modena       | Serie B   | 31     | 6    | -             | 0             | 0             | -                    | 0                    | 0                    | 31     | 6      |
| 1933/34 | Modena       | Serie B   | 26     | 2    | -             | 0             | 0             | -                    | 0                    | 0                    | 26     | 2      |
| 1934/35 | Palermo      | Serie A   | 23     | 5    | -             | 0             | 0             | -                    | 0                    | 0                    | 23     | 5      |
| 1935/36 | Palermo      | Serie A   | 27     | 4    | IP            | 1             | 0             | -                    | 0                    | 0                    | 28     | 4      |
| Celkem  | Celkem       | Celkem    | 286    | 69   | -             | 2             | 1             | -                    | 0                    | 0                    | 288    | 70     |

## Hráčské úspěchy

### Reprezentační
- 1x na MP (1927-1930 - zlato)